# 金融廳
金融廳（日语：／ Kinyū chō */?），是日本內閣府的外局，負責監督與管理日本的金融事務、制定金融政策，以維持金融穩定，確保存款人、被保險人、金融商品投資人的權益。
依內閣府設置法規定，本廳最高政務官為金融擔當大臣，並設置副大臣、大臣政務官，最高事務官為金融廳長官。

## 金融上的行政處分
在金融行政上，基於使用者保護與公平市場，為了改善金融規則，當在保護用戶和確保市場公平性方面出現嚴重問題時，金融廳應實施嚴格和適當的處分。行政處分是以確保金融機關財務健全性、業務適當性等為目的，旨在跟進並鼓勵各金融機構改善業務。
2016年度起，與金融機關的對話成為金融廳的行政方針、金融監督手法的重心。
2019年5月23日，媒體批露金融廳將對洩漏資訊的野村證券實施行政指導的資訊已提前曝光。
2019年12月21日，金融廳將對不當販售保險的簡保生命保險、日本郵便與其母公司日本郵政實施行政處分的資訊再次洩漏給媒體。

### 種類與內容
依其程度與規模，故意性、惡質性之有無，分別實施「業務改善命令」、「業務停止命令」、「登錄取消」等處分。
行政處分的種類與內容如下。
- 可由金融商品交易業者自行改善，實施「業務改善命令」
- 限制業者在一定期限內專心完成業務改善，可實施最長六個月間的「業務停止命令」
- 若業者不適合繼續業務，下達「登錄取消」處分

## 沿革
- 1998年（平成10年）6月22日：設置「金融監督廳」，為日本總理府直屬外局。
民間金融機關相關的行政業務在傳統上為大藏省（現財務省）管轄，但因官僚、金融機關等醜聞不斷發生，進行省廳再編時將大藏省銀行局與證券局等掌控的民間金融機關檢查監督業務獨立出來。
- 1998年（平成10年）12月25日：由國務大臣為委員長的「金融再生委員會」成立，金融監督廳降格為委員會外局。
- 2000年（平成12年）7月1日：金融監督廳更名改組為「金融廳」，原屬大藏省之金融政策制定權移撥金融廳。
- 2001年（平成13年）1月6日：中央省廳再編，金融再生委員會裁撤，金融廳恢復為內閣府直屬外局。
- 2003年（平成15年）4月1日：日本郵政公社、日本政策投資銀行（日语：日本政策投資銀行）等政策性金融機構之監督權限由原主管機關移轉至金融廳。
- 2011年（平成23年）4月1日：新設總務企劃局金融國際政策審議官取代總務企劃局總括審議官（國際擔當）。
- 2012年（平成24年）8月29日：新設國際政策統括官（局長級）取代總務企劃局金融國際政策審議官。
- 2014年（平成26年）8月29日：新設金融國際審議官（次官級）取代國際政策統括官（局長級）。
- 2018年：廢除總務企劃局與檢査局，新設綜合政策局與企劃市場局[8][9][10]。

## 組織

### 幹部
- 内閣府特命擔當大臣（金融擔當）（政務官）
- 內閣府副大臣（金融擔當）（政務官）
- 內閣府大臣政務官（日语：内閣府大臣政務官）（金融擔當）（政務官）
- 金融廳長官（事務官）
- 金融國際審議官

### 內部部局
- 綜合政策局（日语：総合政策局）
  - 總務課
  - 秘書課
  - 綜合政策課
  - 風險分析總括課
  - 檢查監理官
- 企劃市場局（日语：企画市場局）
  - 總務課
  - 市場課
  - 企業開示課
- 監督局（日语：監督局）
  - 總務課
  - 銀行第一課
  - 銀行第二課
  - 保險課
  - 證券課
- 證券交易等監督委員會（日语：証券取引等監視委員会） - 以確保市場的公平性、透明性與保護投資者為使命。負責審查證券公司，監視內線交易、市場操縱等不公平交易，上市企業財報窗飾等損害投資人信心的不適當行為。並擁有金融商品交易法的解釋權。 
  - 事務局
    - 總務課
    - 市場分析審查課
    - 證券檢查課
    - 交易調查課
    - 開示檢查課
    - 特別調查課
- 公認會計士・監查審查會（日语：公認会計士・監査審査会）
  - 事務局
    - 總務試驗室
    - 審查檢查室

### 地方支分部局
金融廳的前身「金融監督廳」從當時的大藏省獨立成為新的中央省廳時，各地財務局、財務事務所等地方派駐機關（法律上稱為「地方支分部局」）仍留在大藏省，因此在法律上，金融廳沒有地方支分部局。由於有委託財務局（理財部部分業務）、財務事務所執行相關金融業務，受金融廳指揮監督，因此在實務上可視為金融廳的地方執行單位。

## 外部連結
- （日語）日本金融廳 （页面存档备份，存于） 官方网站